# Rick Nash
Rick Nash (Brampton, 16 giugno 1984) è un ex hockeista su ghiaccio canadese professionista che giocava nel ruolo di ala destra.

## Carriera
È stata la prima scelta assoluta dell'Entry Draft 2002 scelto da Columbus e nella stagione 2002-03 debuttò nella National Hockey League con la franchigia di Columbus. Dal 2013 al 2018 ha giocato con i New York Rangers. Si è poi trasferito ai Boston Bruins. L'11 gennaio 2019 si è ritirato ufficialmente a causa di problemi relativi ad una concussione subita nel marzo 2018.

## Palmarès

### Club

#### Competizioni nazionali
- Campionato svizzero: 1

 Davos: 2004-05

#### Competizioni internazionali
- Coppa Spengler: 1

 Davos: 2004

### Nazionale

#### Giochi olimpici
- Oro:

 Canada: Vancouver 2010, Soči 2014

#### Campionato mondiale IIHF
- Oro: 1

 Canada:Russia 2007
- Argento: 2

 Canada: Austria 2005; Canada 2008

#### Campionato mondiale IIHF U20
- Argento: 2

 Canada U-20: 2002

### Individuale
- Maurice Richard Trophy: 1

2003-04
- NHL All-Rookie Team: 1

2002-03
- NHL All-Star Game: 4

2004; 2007; 2008; 2011
- Spengler All-Stars Team: 1

2004